# Шулин
Шу̀лин (на албански: Shulin) e село в Република Албания в областта Мала Преспа, област Корча, община Пустец. Към 2007 година има около 600 – 650 жители.

## География
Селото е разположено на 3 km северозападно от общинския център Пустец, на брега на Голямото Преспанско езеро. В Шулин живеят основно хора с македонска или българска национална идентичност.

## Етимология
Според Раки Бело етимологията на името на селото е неясна. Българите в Мала Преспа са наричани презрително от албанците шуле. В съседната област Горна Преспа в Република Северна Македония има село Шурленци. Местните жители се наричат шулинци.

## История
Шулинската кула е обявена за паметник на културата в 1973 година.
В края на XIX век е чисто българско село. Според статистиката на Васил Кънчов („Македония. Етнография и статистика“) в 1900 година в Шулин живеят 270 българи християни.
На Етнографската карта на Битолския вилает на Картографския институт в София от 1901 година Шумен е чисто българско село в Корчанската каза на Корчанския санджак с 35 къщи.
Всички българи християни в селото са под върховенството на Българската екзархия. По данни на Екзархията в края на XIX век в селото има 23 православни къщи с 375 души жители българи. По данни на секретаря на екзархията Димитър Мишев („La Macédoine et sa Population Chrétienne“) в 1905 година в Шулен има 80 българи екзархисти. Според данни на главния стружки учител Яким Деребанов през 1906 година Шулино има 356 жители. 10 души са на гурбет.
В Екзархийската статистика за 1908/1909 година Атанас Шопов поставя Шумен в списъка на „българо-патриаршеските села“ в Корчанска каза.
Според Георги Трайчев през 1911/1912 година в Шулинъ има 23 къщи с 375 жители.
Боривое Милоевич пише в 1921 година („Южна Македония“), че Шулин има 30 къщи славяни християни.
В 1939 година Гоге Ламбров от името на 37 български къщи в Шулин подписва Молбата на македонски българи до царица Йоанна, с която се иска нейната намеса за защита на българщината в Албания – по това време италиански протекторат.
В 2013 година официалното име е сменено от Делас (Djellas, от diell, слънце) на оригиналното Шулин (Shulin).
| Година | Население |
| 1900   | 270       |
| 1926   | 531       |
| 1945   | 398       |
| 1960   | 265       |
| 1969   | 320       |
| 1979   | 371       |
| 1989   | 464       |
| 2000   | 502       |